# マイケル・ウルマン
マイケル・T・ウルマン（Michael T. Ullman, 1962年7月29日、カリフォルニア州サンフランシスコ出身）は、アメリカ合衆国の神経科学者。研究領域は、言語、記憶、脳の関係。彼が提唱した言語の宣言／手続きモデルは、心理言語学や認知神経科学に大きな影響を与えている。

## 略歴
ウルマンはカリフォルニア州サンフランシスコで生誕した。サンフランシスコのフレンチ・アメリカン・インターナショナルスクールとローウェル・ハイスクール（1976～1980年）を卒業後、1988年にハーバード大学から計算機科学の学士号を取得し、1993年にマサチューセッツ工科大学の脳認知科学科で博士号を取得した。現在、ジョージタウン大学の専任教授を務める。所属は神経科学科（ジョージタウン大学メディカルセンター）だが、言語学科、神経学科、心理学科の各部門も兼担している。脳・言語研究所の設立ディレクター、認知の脳基盤センターの共同設立ディレクター、ジョージタウン認知神経科学EEG / ERPセンターの設立ディレクターを務める。2005年アメリカ心理学会オブザーバーの大統領コラムニストを担当した。現在、ワシントンD.C.で娘のクレメンティーナ・ウルマンと暮らしている。